# Смажені павуки

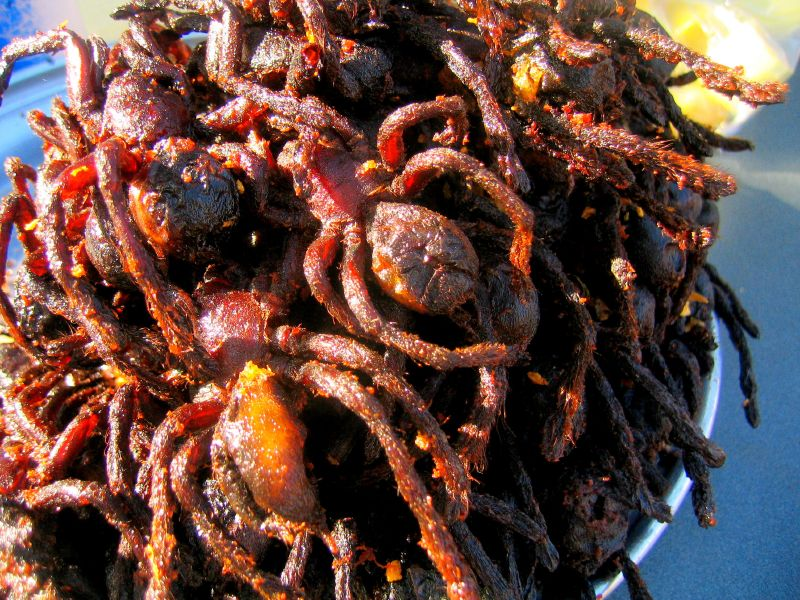
Смажені павуки

Смажені павуки — делікатесна страва в Камбоджі.
У камбоджійському місті Скуон (провінція Кампонгтям) торгівля смаженими павуками в якості спеціальної закуски є найпопулярнішою пам'яткою для туристів, які відвідують це місто. Павуки також доступні в інших місцях в Камбоджі — наприклад, у Пномпені, — але скуонський міський ринок за 75 кілометрів від столиці є центром їхньої популярності. Павуків розводять у земляних ямах у селах на північ від Скуону, або добувають в найближчих лісах, після чого обсмажують в олії. Поки не зрозуміло, коли і як з'явилася ця практика, але деякі вважають, що населення, можливо, почало їсти павуків внаслідок відчаю в роки правління режиму «червоних кхмерів», коли їжа була в дефіциті.
Павуки є одним з видів тарантула, називаються по-кхмерські «а-пінг» і розміром з людську долоню. Кожна закуска з павука коштувала близько 300 ріелів у 2002 році, (близько 0,08 долара США). Популярність цієї страви — недавнє явище, що виникло приблизно наприкінці 1990-х років. У той час як дехто вважає таку їжу делікатесом, інші рекомендують не їсти смажених павуків.